# Orlistat
Orlistat ali tetrahidrolipstatin je zdravilna učinkovina, namenjena zdravljenju debelosti. Na trgu je poznana kot Xenical (Roche) ali kot Alli (GlaxoSmithKline). Njena primarna funkcija je zaviranje lipaz, oz. encimov, ki prebavljajo maščobe. Na ta način se določene maščobe, zaužite s hrano, izločijo skozi črevo neprebavljene. Telo tega deleža maščob ne more uporabiti kot vir energije ali ga pretvoriti v maščobno tkivo.

## Delovanje
Orlistat je močan zaviralec lipaz v prebavilih s specifičnim in dolgotrajnim delovanjem. Glede na izsledke kliničnih študij je bilo ocenjeno, da 60 mg orlistata trikrat na dan zavira absorpcijo približno 25 % zaužite maščobe. Učinek orlistata se odraža v povečanju maščob v fecesu (blatu) v prvih 24 do 48 urah po jemanju. Po prenehanju jemanja se raven maščob v fecesu povrne na raven pred jemanjem, navadno v 48 do 72 urah.

## Dieta
Med jemanjem orlistata mora bolnik uživati prehransko uravnoteženo, zmerno nizkokalorično dieto, ki vsebuje približno 30 % kalorij iz maščob (v dieti z 2000 kcal na dan to npr. ustreza < 67 g maščob). Dnevni vnos maščob, ogljikovih hidratov in beljakovin mora biti razdeljen med tri glavne obroke.

## Neželeni učinki
Neželeni učinki, povezani z jemanjem orlistata, so večinoma gastrointestinalne narave in povezani s farmakološkim učinkom zdravila, ki preprečuje absorpcijo zaužite maščobe.
Gastrointestinalne neželene učinke so ugotovili v kliničnih preskušanjih s 60 mg orlistata, ki so potekale od 18 mesecev do 2 leti. Na splošno so bili blagi in prehodni. Večinoma so se pojavili na začetku zdravljenja (v prvih 3 mesecih), večina bolnikov pa je imela le eno epizodo neželenih učinkov. Uživanje hrane z nizko vsebnostjo maščob zmanjša verjetnost pojava gastrointestinalnih neželenih učinkov.

## Kontraindikacije
Orlistat je kontraindiciran v naslednjih primerih:
- malabsorpcija
- preobčutljivost na orlistat
- zmanjšano delovanje žolčnika (npr. po holecistektomiji)
- nosečnost in dojenje
- posebna previdnost pri jemanju je potrebna pri: obstrukciji žolčevoda, motnjah delovanja jeter in pri boleznih trebušne slinavke